# Longinucha petiolaris
Longinucha petiolaris är en stekelart som beskrevs av Boucek 1988. Longinucha petiolaris ingår i släktet Longinucha och familjen puppglanssteklar. Inga underarter finns listade i Catalogue of Life.